# Antoni Noguera i Balaguer
Antoni Noguera Balaguer (Palma, 1860 - 1904) fou un reconegut compositor, músic, musicòleg i crític musical, que esdevingué una persona clau en l'evolució de la cultura musical a la Mallorca del final del segle xix.
És considerat un dels pares del nacionalisme musical mallorquí, molt apreciat per la seva tasca com a investigador i divulgador de la música popular a les Balears. Fill del músic Honorat Noguera, visqué uns anys a Madrid amb l'objectiu d'estudiar enginyeria de camins, imposat per son pare, carrera que va desatendre per complet per acabar reemplaçant per la de músic. Segons l'escriptor Joan Lluís Estelrich, un company d'estudis, «Su única ocupación, de día y de noche, era leer o escuchar música».
Fou deixeble de Guillem Massot i Bertran i gran amic i seguidor de Felip Pedrell, amb qui va col·laborar en la creació d'el cançoner que va escriure. El llegat d'Antoni Noguera fou rellevat sobre tot per dos dels seus deixebles: Joan Maria Thomàs i Baltasar Samper i Marquès.
El palmesà és el primer músic mallorquí que amb una formació i tècnica musicals sòlides emprèn una carrera per aconseguir obrir la música i la composició musical dels autors mallorquins cap a la modernitat, sense perdre mai de vista la música tradicional i popular autòctona de l'illa. No és d'estranyar, doncs, que la seva producció musical estigui basada quasi exclusivament en la inspiració de melodies populars i el folklore mallorquí.

## Tasca divulgadora
Pels voltants de 1888 comença l'activitat periodística, centrada exclusivament en la crítica musical. Els seus escrits eren els d'un discrepant, els característics d'un artista en conflicte amb el seu medi. Per això, atacà amb duresa els diversos sectors de la vida musical mallorquina: les bandes, l'afició pel género chico, les òperes del Teatre Principal, la música de les esglésies, els compositors, les vetlades que promovien les entitats associatives… Enfront d'aquest estat de coses, que ell amb certa reiteració va qualificar de deplorable i de llastimós, volgué impulsar un moviment de regeneració i modernització, el qual, prioritàriament, passava per un increment de la professionalitat i de l'actualització estètica dels músics i per la priorització dels valors artístics de la música per damunt la seva dimensió de fet social.
El cant coral sorgeix a Mallorca cap a mitjan segle xix, liderat per Antoni Noguera. La primera gran passa que va donar fou la fundació de la Capella de Manacor juntament amb Antoni Josep Pont el 1897, societat coral que encarnà el pensament artístic del compositor, tant en el gènere religiós com en el líric-profà. Així començà a arrelar, estimulat per l'Orfeó Català de Barcelona i amb l'ajuda de Felip Pedrell, la creació d'un món orfeonístic local. Trenta-cinc anys més tard i prenent com a model la Capella de Manacor, seria J. M. Thomàs qui fundaria, el 1932, la Capella Clàssica.
La música simfònica, inexistent a l'illa fins a la darrera dècada del segle xix, arribà tímidament el 1893 de la mà de la Sociedad de Conciertos de Madrid. Tot i que al voltant dels anys noranta d'aquest segle ja es podien sentir actuacions de més petit format que tenien lloc al Círculo Mallorquín, no fou fins aleshores que el públic mallorquí pogués escoltar una orquestra simfònica. Aquesta comptava amb 120 músics, i portaven al repertori obres de Beethoven, Wagner i el compositor mallorquí Miquel Marquès. Arrel d'aquesta primera presa de contacte, a partir de l'any següent trobam ja concerts més organitzats i de manera més regular. De tot això en trobam constància en les cròniques d'Antoni Noguera a La Última Hora. Ell mateix era un dels principals promotors i gestors d'aquests cicles de concerts, sempre vetllant per la introducció de la cultura musical i el bon gust per la música a la societat mallorquina.
L'any 1896 es crea el Saló Beethoven, el qual es dona a conèixer a partir del 1898, gràcies a les cròniques dels diaris La Última Hora i La Almudaina. Josep Tous, com a propietari i editor del diari, l'hauria cedit com a lloc de tertúlia i de celebració d'activitats musicals i literàries. Tots els que allí es reunien es dedicaven a la creació artística. Així, personalitats com Joan Alcover, Miquel del Sants Oliver, Gabriel Alomar i el mateix Antoni Noguera n'esdevingueren membres habituals. A la primera vetllada literariomusical que es va fer, el 2 de gener, hi varen intervenir, entre d'altres, Miquel dels Sants Oliver, G. Alomar i J. Alcover. La part musical va anar a càrrec d'Antoni Noguera i Joan Marquès, que interpretaren obres de Beethoven i Grieg.

## Publicacions escrites
Publicà un estudi sobre la música popular mallorquina amb el títol Memoria sobre los cantos, bailes y tocatas populares de la isla de Mallorca (1893). Aquesta obra obtingué el Primer Premi de la segona edició del Concurso de la Ilustración Musical Hispano-Americana. La canción popular y las nuevas nacionalidades musicales. Dotat orador i conferenciant, ens ha deixat també altres mostres de les seves inquietuds com a folklorista i coralista en La Canción Popular y las Nuevas Nacionalidades Musicales, conferència donada al Círculo Mallorquín el 1895, Música Religiosa, llegida a la Capella de Manacor el dia 26 de març de 1899, Ensayos de Crítica Musical (publicat pòstumament l'any 1908), i altres ressenyes crítiques i treballs teòrics publicats per la premsa balear.
Cal destacar també la seva col·laboració en l'elaboració del Cancionero Musical Popular Español de Felip Pedrell, al qual va aportar la majoria dels cants populars mallorquins inclosos en el volum.

## Obres principals[6]
El gruix de la seva obra musical gira al voltant del gènere vocal. No obstant, també té nombroses obres per piano. De les seves composicions cal destacar: La balanguera i Lo fill de l'ànima, musicades sobre els dos poemes de Joan Alcover, ambdós recollits en el cèlebre llibre Cap al Tard (l'últim dels quals dedicat justament al músic palmesà), Sesta, Lo fill de l'ànima, Hivernenca, i arranjaments de cançons populars mallorquines per a orfeó com l'Himne de la capella, o les Trois danses sur des airs populaires de l'Ile de Majorque (1901) per a piano, a part de melodies populars, miniatures i sonatines.
Entre altres coses, escrigué en notació musical el cant de la Sibil·la, que abans s'havia transmès de generació en generació d'oïda. També compongué la peça musical Flor de Murta damunt les melodies anònimes de flabiol dels Cossiers de Montuïri. El futurista mallorquí Gabriel Alomar li dedicà una monografia el 1905.